# Kanton Bordeaux-2
Kanton Bordeaux-2 (fr. Canton de Bordeaux-2) je francouzský kanton v departementu Gironde v regionu Akvitánie. Tvoří ho pouze část města Bordeaux.